# Луговые тетерева
Луговые тетерева (лат. Tympanuchus) — род тетеревиных птиц из отряда курообразных.
Длина тела от 40 до 43 см. Обитают в Северной Америке в различных типах прерий. Во время токования самцы издают гудящие звуки и танцуют с вытянутой вперёд головой, задранным вверх хвостом и раздув красные шейные мешки (на фото справа вверху). Родовое название Tympanuchus происходит от древнегреческих корней и означает «владелец барабана»; подразумеваются мешки на шее и звуки, издаваемые самцами.
Вымерший вересковый тетерев с американского восточного побережья, считается либо подвидом Tympanuchus cupido, либо отдельным видом (в последнее время).

## Классификация
В состав рода включают три вида:
- Tympanuchus phasianellus — Острохвостый тетерев
  - Tympanuchus phasianellus phasianellus
  - Tympanuchus phasianellus kennicotti
  - Tympanuchus phasianellus caurus
  - Tympanuchus phasianellus columbianus
  - Tympanuchus phasianellus campestris
  - Tympanuchus phasianellus jamesi
  - † Tympanuchus phasianellus hueyi
- Tympanuchus pallidicinctus — Малый луговой тетерев, или малый степной тетерев
- Tympanuchus cupido — Большой луговой тетерев, или луговой тетерев, или степной тетерев
  - † Tympanuchus cupido cupido — Вересковый тетерев
  - Tympanuchus cupido attwateri — Степной тетерев Атватера[3]
  - Tympanuchus cupido pinnatus — Большой степной тетерев[3]